# Hilara ephippium
Hilara ephippium är en tvåvingeart som beskrevs av Scholz 1851. Hilara ephippium ingår i släktet Hilara och familjen dansflugor. Inga underarter finns listade i Catalogue of Life.